# Дамасковска афера
Дамасковска афера из 1840. године се односи на хапшење неколико утицајних чланова јеврејског друштва у Дамаску, оптужених да су убили хришћанског монаха Томаса, и његовог слугу, да би користили њихову крв за прављење јеврејског јела маце. Оптужени су били испитивани и затворени. Египћански гувернер их је мучио и извукао из њих признање за убиство. Након инцидента, насиље над јеврејским становништвом од стране хришћана и муслимана се повећало. Афера је стекла интернационалну пажњу. У новембру 1840. године, османски султан Абдулмеџид II је издао ферман, где је затворенике ослободио од оптужбе крвне клевете.

## Нестанак и оптужба
Дана 5. фебруара 1840. године, италијански фратар, отац Томас, са острва Сардиније, и његов муслимански слуга, Ибрахим Амрах, нестали су у Дамаску. Након нестанка, јеврејско друштво је било оптужено од стране хришћана за убиства и за крвну клевету. Оптужбе крвне клевете су биле честе у средњовековној Европи.
Неколико утицајних Јевреја је ухапшено и мучено. Јеврејски берберин Негрин је рекао прогонитељима да је он, заједно са седам осталих Јевреја (са неколико чланова утицајне Фархи породице), убио фратра Томаса оне ноћи када је нестао. Ови мушкарци су били мучени и пет од седам их је признало. Иако се не зна тачно колико, неки затвореници су убијени док су мучени. Када су пронађене кости у јеврејском крају, насиље према Јеврејима се нагло повећало. Више њих је ухапшено под оптужбом да су учествовали у убиству оца Томаса.
Према Јеврејској енциклопедији (1901-06), синагога у Џобару је уништена од стране руље након оптужби за крвну клевету.

## Јевреји у Сирији након инцидента
Када је Сирија пала поново под османску власт, султан Абдулмеџид је издао ферман, којим је укинуо крвне клевете у Дамаску. У ферману пише да је крвна клевета само клевета против Јевреја и забранио је широм османског царства. Део фермана, између осталог, говори:
| „ | ... и због љубави коју гајимо према својим поданицима, не можемо дозволити да јеврејска нација, чија је невиност за злочин против њих евидентна, забринута и мучена због оптужби које немају ни најмање утемељење у истини... | ” |

Дамасковска афера је пример тензија које су постојале између јеврејске и хришћанске популације у Сирији. Током периода танзиматских реформи, јеврејско-муслимански односи су били много бољи од хришћанско-муслиманских. Иако су постојали неки антисемитски инциденти касније, много више конфликата се дешавало између хришћана и муслимана. Јевреји су могли да рачунају на добру вољу Османлија, и све већу подршку Британије, Пруске и Аустрије.